# Automobiles René Bonnet & Cie
Pour les articles homonymes, voir Bonnet.
Automobiles René Bonnet est un ancien constructeur automobile français, créé par René Bonnet après la dissolution de son ancienne entreprise DB.
L'entreprise construisit de nombreux véhicules de course, notamment le Djet qui participa aux 24 Heures du Mans 1962 et l'Aérodjet, qui participa aux 24 Heures du Mans en 1963 et 1964.
Endetté par la mévente de ses automobiles, René Bonnet mit la clé sous la porte en 1964 et céda l'entreprise à son principal actionnaire, Matra.

## Modèles construits

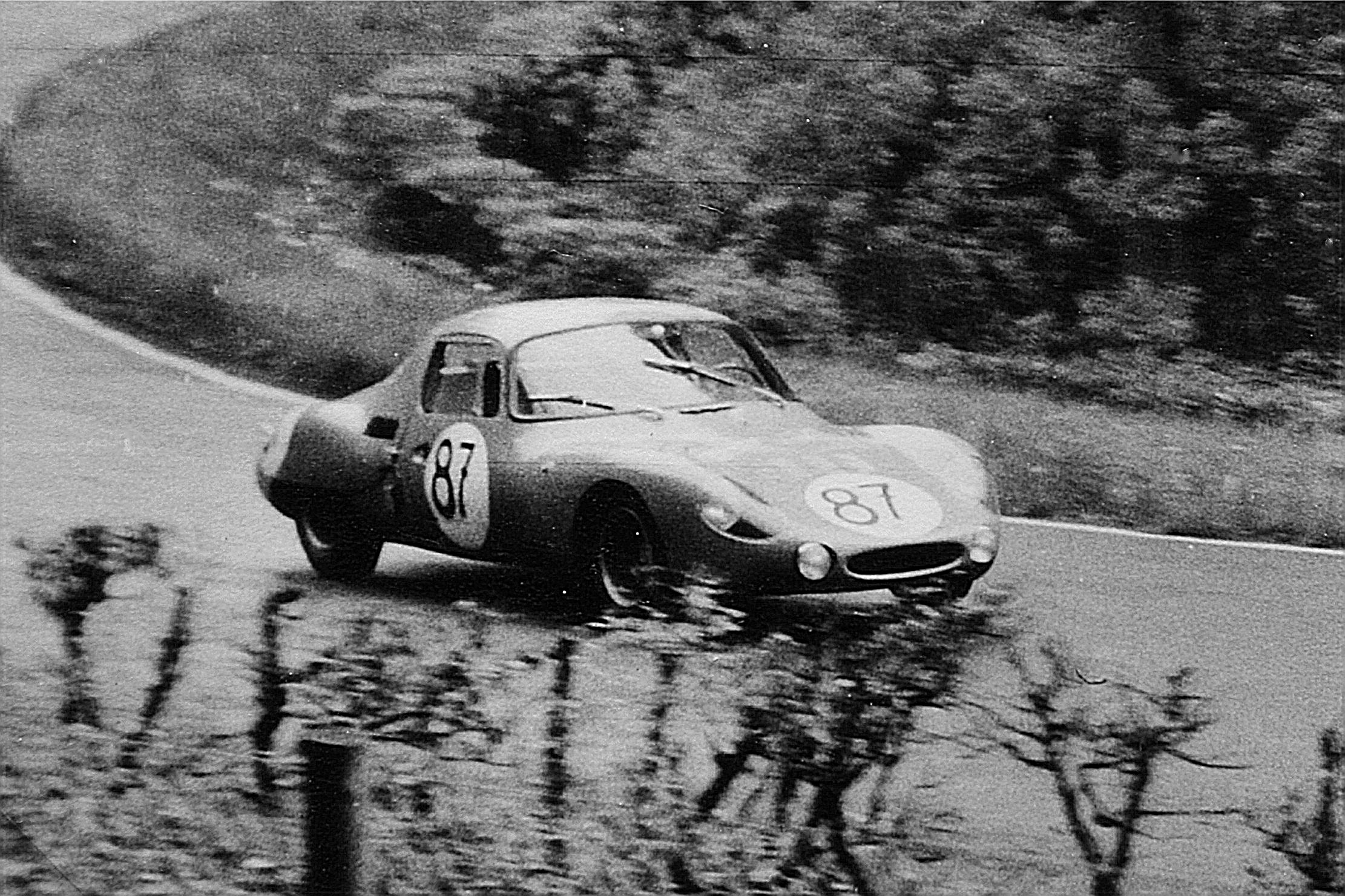
René Bonnet Djet de l'équipage Vinatier-Laureau au Nurburgring en 1963

1. René Bonnet Djet (repris par Matra)

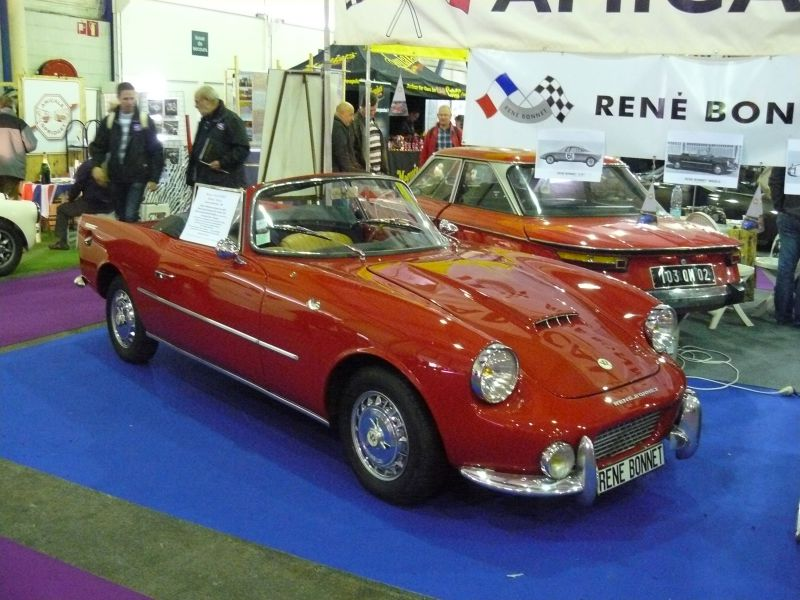
René Bonnet Missile 1962

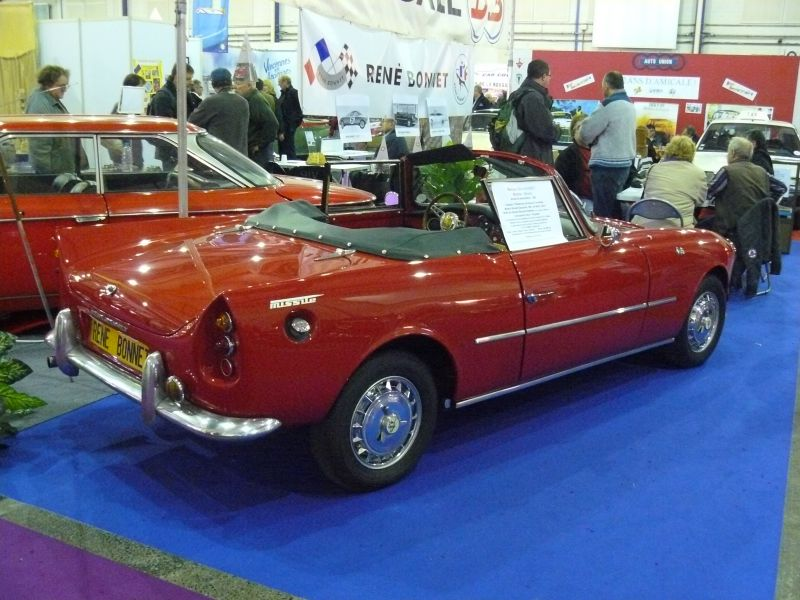
René Bonnet Missile 1962

2. René Bonnet Aérodjet
3. René Bonnet Le Mans
4. René Bonnet Missile

## L'avenir de ces voitures
En 2009, certaines sociétés sont spécialisées dans la restauration de ces automobiles mythiques. Il existe en France trois clubs qui se réunissent avec leurs Djet, Matra-Bonnet, Matra, Missile et Le Mans : le Club D'Jet, le Club RBMS (basé à Romorantin-Lanthenay, créé par un ex-employé de Matra Automobiles), ainsi que l'Amicale DB, qui regroupe tous les véhicules construits par Deutsch et Bonnet.